# Крестовоздвиженская церковь (Тула)
Храм в честь воздвижения Креста Господня — православный храм в Туле, разобранный в 1934 году.

## История

### Строительство
Первая церковь во имя Воздвижения Креста Господня — деревянная — появилась тут в 1611 году. Построил её Карп Тарасов, впоследствии служивший дьячком в этой церкви и умерший в 1660 году схимонахом Корнилием. Тогда же, в 1611 году, образовался приход церкви, состоявший и в то время, и в дальнейшем большей частью из посадских людей. В храме изначально был придел во имя Димитрия Солунского. В конце XVII века был устроен придел во имя Похвалы Пресвятой Богородицы. Церковь сильно пострадала от страшного пожара 1696 года.
На её месте поставили каменную церковь в честь Трёх Святителей Вселенских: Василия Великого, Григория Богослова и Иоанна Златоуста. Но была она весьма невелика и низка, имела тонкие стены, которые стали покрываться трещинами, со временем «очень много в землю углубилась и от посещения Божия громом и молнией и от тонкости во многих местах тронулась».
В 1759 году по просьбам прихожан началось возведение нового храма — в честь Воздвижения Креста Господня. Всего за год выстроили его основной объём и придел в честь Тихвинской иконы Божией Матери. К 1764 году закончили второй придел — во имя Трёх Святителей Вселенских — и колокольню, на которой имелось 9 колоколов. Храм был построен в стиле барокко. Строительство велось по проекту и под руководством архитектора оружейного завода подпоручика Ивана Осиповича Никипелова. Особенно большое участие в построении храма собственными средствами принимал купец Василий Артемьевич Большой Ливенцев.

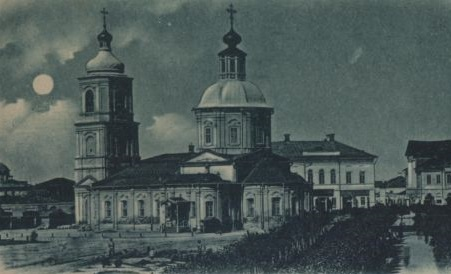
Фото начала XX века

Во время пожара 1834 года Крестовоздвиженскую церковь незначительно пострадала: сгорели только находившиеся при ней лавки и богадельня. Была также повреждена балка, на которой крепился самый большой колокол, который упал и разбился. Из его осколков вскоре отлили новый. В 1854 году в Тихвинском приделе на средства прихожан был устроен новый иконостас. В 1862 году на средства церковного старосты купца Никифора Никифоровича Щеглова и прихожан устроен новый иконостас в приделе Трёх Святителей. Тогда же был устроен и третий придел в церкви — во имя святителя Тихона, епископа Воронежского, Задонского чудотворца.
Со временем колокольня Крестовоздвиженского храма наклонилась. Л. Захарова приводит в «Тульских епархиальных ведомостях» документы Тульской губернской строительной и дорожной комиссии, в которых говорится, что колокольня «своим уклонением производит страх на проходящих и проезжающих людей по Ломовской улице (ныне Денисовский переулок. — Н.К) и площади; на возведение же при Воздвиженской церкви новой колокольни умершим купцом Кучиным отказано до 4000 рублей серебром». В 1864 году накренившаяся колокольня была разобрана. В 1873 году на средства Н. Н. Щеглова (17,5 тысяч рублей) и на церковные деньги возведена новая каменная колокольня.
В 1876 году в пристройке к холодной церкви устроен придел во имя Толгской иконы Божией Матери — на средства Ивана Васильевича Ливенцева с детьми и тульской купеческой жены Любови Ивановны Добрыниной. В церкви имелось немало ценностей, в том числе предметы церковной утвари XVII века, которые сестра царя Михаила Федоровича Романова подарила жене тульского воеводы. Одной из главных святынь храма была икона Димитрия Солунского начала XVII века, спасённая от пожара в 1696 году. Множество ценных предметов (крестов, окладов, богослужебных книг в чеканных переплетах), в основном серебряных, жертвовали Крестовоздвиженской церкви тульские купцы. 20 июня 1785 года Илья Иванович Ливенцев, чья усадьба находилась совсем рядом, пожертвовал храму огромный серебряный сосуд массой около б кг. В целом серебряная утварь церкви «тянула» более чем на 8 пудов (более 130 кг).

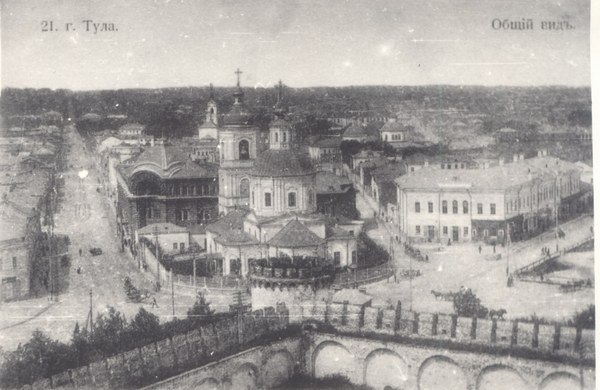
Вид на церковь с колокольни Успенского собора в кремле

В 1890 году на средства вдовы потомственного почётного гражданина Елизаветы Трофимовны Трухиной была отреставрирована настенная роспись Крестовоздвиженской церкви. В 1894 году при храме открылась церковноприходская школа. Преподаватель математики и физики в Тульской духовной семинарии, статский советник Николай Михайлович Сахаров был прихожанином Крестовоздвиженской церкви. Перед смертью в апреле 1901 года он завещал 5 тысяч рублей на постройку здания церковноприходской школы. Собрание церковноприходского попечительства одобрило проект, составленный городским техником В. Никольским: двухэтажное каменное здание на двух свободных причтовых усадебных местах по улице Петровской (ныне ул. Ф. Энгельса). В этом доме должна была разместиться школа на 40 учеников с квартирой для учительницы, а также квартиры настоятеля, диакона и псаломщика церкви. На постройку здания были истрачены деньги, завещанные Н. М. Сахаровым, 4500 рублей свободной церковной суммы в процентных бумагах, 2500 рублей, пожертвованные председателем приходского попечительства А. Я. Парфеновым, и средства, внесённые другими благотворителями. Школа строилась с октября 1901 года по октябрь 1904 года.
В 1900—1903 годы вокруг церкви велись большие строительные работы. Вокруг неё появилась прекрасная, точно кружевная, кованая ограда, в которой, помимо храма, разместились церковные лавки и хозяйственные постройки. В 1901 году к востоку от алтаря построена каменная часовня.

### Закрытие
В 1925 году храм был передан в аренду верующим, стал обновленческим. Однако обновленчество не пользовалось большой популярностью. В 1927 году численность прихожан составляла всего 58 человек. В 1928 году городские власти подняли вопрос о сносе храма. По мнению советских градоначальников, он мешал движению транспорта. К тому же рядом находились государственные и общественные учреждения (Горкоммунотдел, Дом профсоюзов), а церковь, якобы, затемняла окна этих учреждений и мешала колокольным звоном их работе. Ветхое здание храма требовало ремонта, а у немногочисленных прихожан средств на это не было. И, наконец, снос церкви позволил бы образовать новую площадь со сквером. В январе 1929 года Главнаука Наркомата просвещения направила в Тулгубисполком отношение о необходимости сохранения Крестовоздвиженской церкви как архитектурного памятника XVIII века. Но и это не спасло храм.

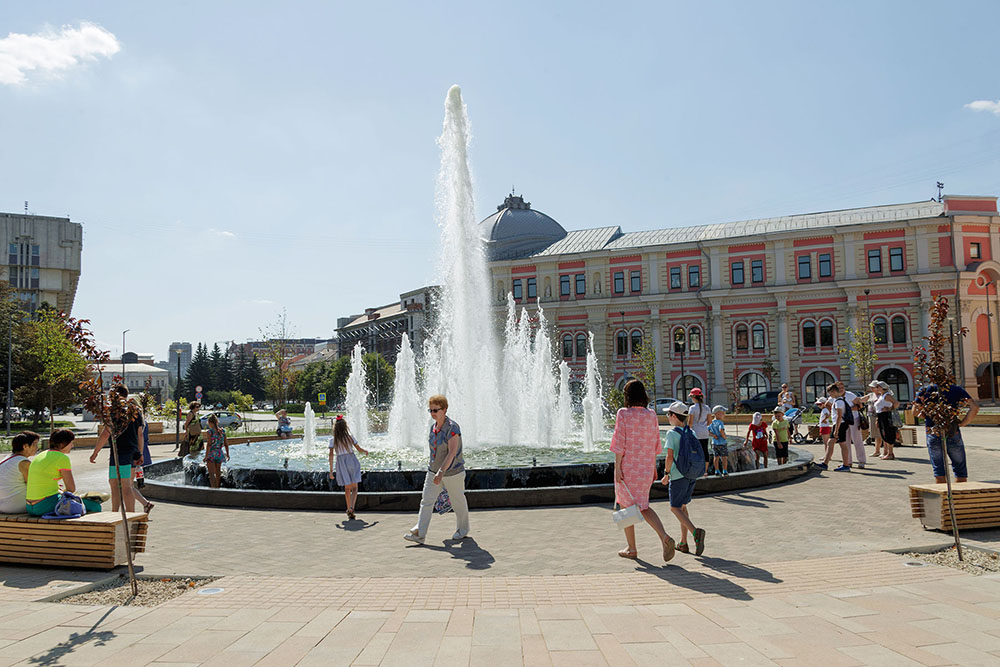
Крестовоздвиженская площадь

По постановлению Президиума ВЦИК от 5 августа 1929 года Крестовоздвиженская церковь была закрыта. Некоторое время в её здании располагался зерновой склад «Союзхлеба», а в апреле 1934 года храм был разобран. К первомайским праздникам спешно асфальтировали дорожки и разбивали клумбы.
Образовавшаяся площадь получила имя Челюскинцев. В 1935 году (по другим сведениям — в 1936 году) на месте сквера Челюскинцев поставили памятник Труду и Обороне в виде фигуры красноармейца. К концу 1980-х годов скульптура обветшала, и её пришлось убрать. Вместо красноармейца на постаменте в середине 1990-х годов появился расписной самовар. В конце 1990-х самовар убрали, а к постаменту прикрепили закладную доску, обещавшую, что здесь будет установлен памятник «историческому и литературному персонажу Левше».
В 2003 году городские власти намеревались установить на месте Крестовоздвиженского храма небольшую часовню — в память о храме. Был разработан проект часовни. Но при изыскательских работах выяснилось, что грунт в этом месте не позволит проводить строительство. В 2006 году Тульская городская Дума приняла решение: в память о храме переименовать площадь Челюскинцев в Крестовоздвиженскую. В 2018 году на месте храма разбит сквер с фонтаном.

## Источник
- Лозинский Р. Р. «Страницы минувшего».